# Phoroncidia escalerai
Phoroncidia escalerai är en spindelart som först beskrevs av Simon 1903.  Phoroncidia escalerai ingår i släktet Phoroncidia och familjen klotspindlar.
Artens utbredningsområde är Ekvatorialguinea. Inga underarter finns listade i Catalogue of Life.